# 哈珀 (堪薩斯州)
哈珀（英語：Harper）是一個位於美國堪薩斯州哈珀縣的城市。

## 地方資料
根據2020年美國人口普查的數據，哈珀的面積為4.20平方千米，當中陸地面積為4.20平方千米，而水域面積為0.00平方千米。當地共有人口1313人，而人口密度為每平方千米312.62人。